# Sueca (police de caractères)
Pour les articles homonymes, voir Sueca (homonymie).
Sueca est un groupe de police de caractères créées par Mário Feliciano pour le quotidien suédois Svenska Dagbladet. Les polices Sueca Sans,  Sueca Slab, Sueca Headline, Sueca Deck, Sueca Text et Sueca Nano sont créées entre 2008 et 2009 pour la nouvelle maquette du journal,. Elles sont utilisés à la fois dans l’édition papier du journal depuis 2009 et son site Web,. Les polices utilisées sur le site Web sont optimisées pour le rendu avec la technologie ClearType.